# Inkster (Michigan)
Inkster ist eine City in Wayne County des US-Bundesstaates Michigan. Bei der Volkszählung 2020 zählte die Stadt 26.088 Einwohner.

## Geographie
Inkster liegt etwa 20 km westlich von Detroit. An das quadratische Stadtgebiet grenzen Garden City im Nordwesten, Dearborn Heights im Nordosten, Osten und Südosten und Westland im Westen und Südwesten. Dearborn liegt erst östlich eines kleinen zu Dearborn Heights gehörenden Streifens, Taylor liegt südlich davon. Der Detroit Metropolitan Airport und Romulus liegen südwestlich und Wayne liegt westlich von zu Westland gehörenden Gebieten.
Laut dem United States Census Bureau hat die Stadt eine Gesamtfläche von 16,3 km²; U.S. Highway 12 führt als Michigan Avenue von West-Südwest nach Ost-Nordost durch das Stadtgebiet. Die Fernstraße verläuft damit in etwa parallel zum Fowler Creek. Am östlichen Rand Inksters verläuft U.S. Highway 24 in Nord-Süd-Richtung.

## Geschichte
Das Gebiet wurde zuerst von Einwanderern im Jahre 1825 besiedelt. Ein Postamt mit dem Namen Moulin Rouge wurde im Dezember 1857 gegründet. Robert Inkster, ein Schotte aus Lerwick, dem Hauptort der Shetlandinseln, betrieb dort ein in den frühen 1860er Jahren ein Dampfsägewerk an der heutigen Inkster Road nahe der Michigan Avenue. Das Postamt wurde im Juli 1863 in Inkster umbenannt. Das Dorf bekam im Jahr 1878 einen Bahnhof der Michigan Central Railroad. Es wurde im Jahr 1926 als Village und im Jahre 1964 als City eingetragen (inkorporiert).

## Demografische Daten
Laut der Volkszählung im Jahr 2000 lebten 30.115 Menschen in 11.169 Haushalten und 7.460 Familien in der Stadt. Die Bevölkerungsdichte betrug 1.857,4 Einwohner pro km2. Es gab 12.013 Wohneinheiten, entsprechend einer durchschnittlichen Dichte von 740,9 Wohneinheiten pro km2.
In der Stadt gab 11.169 Haushalte in denen 33,1 % Kinder unter 18 Jahren lebten, 34,0 % waren verheiratete, zusammenlebende Paare, 26,8 % hatten einen weiblichen Haushaltsvorstand ohne Ehemann und 33,2 % waren keine Familien, 27,9 % aller Haushalte waren Einzelpersonen und in 9,2 % lebten Menschen, die 65 Jahre oder älter waren. Die durchschnittliche Haushaltsgröße betrug 2,67 und die durchschnittliche Familiengröße lag bei 3, 26.
29,8 % der Bevölkerung war unter 18 Jahre alt, 9,2 % 18 bis 24, 30,3 % 25 bis 44, 19,8 % 45 bis 64, und 10,8 % war 65 Jahre oder älter. Das Durchschnittsalter betrug 32 Jahre. Auf 100 weibliche Personen kamen 91,3 männliche Personen. Auf 100 Frauen im Alter von 18 Jahren, gab es 85,2 Männer.
Das mittlere Haushaltseinkommen betrug 35.950 USD und das mittlere Familieneinkommen betrug 41.176 USD. Männer hatten ein Durchschnittseinkommen von 37.986 USD gegenüber 26.567 USD bei Frauen. Das Pro-Kopf-Einkommen der Stadt lag bei 16.711 USD. 15,2 % der Familien und 19,5 % der Bevölkerung lebten unterhalb der Armutsgrenze, davon waren 28,8 % Jugendliche unter 18 Jahren und 13,4 % der in der Altersgruppe von 65 Jahren oder älter.

## Persönlichkeiten

### Söhne und Töchter der Stadt
- Gary Wiggins (1952–2020), Jazz- und Bluesmusiker
- Tyrone Wheatley (* 1972), ehemaliger Oakland Raiders Running Back
- Marcus Fizer (* 1978), Basketballspieler
- J’Leon Love (* 1987), Boxer
- Anavia Battle (* 1999), Sprinterin

### Sonstige
- Susan (Leskun) Bigelow, Erfinderin des Push Car Fitness-Workout.
- Gladys Horton (1945–2011), Katherine Anderson (* 1944) und Georgeanne Dobbins (1944–1980), drei Einwohnerinnen von Inkster, bildeten in der Motown-Ära die Gruppe The Marvelettes. Deren Lied Please Mr. Postman schaffte es auf Platz eins in den US-Charts.